# Ivanka Trohar
Ivanka Trohar (Fužine kraj Delnica, 17. siječnja 1923. — Draganić kraj Karlovca, prosinac 1944.) bila je sudionica Narodnooslobodilačke borbe i narodna heroina Jugoslavije.

## Životopis
Rođena je 1923. godine u Fužinama kraj Delnica. Osnovnu školu pohađala je u Fužinama. Poslije osnovne škole nije nastavila obrazovanje, jer joj roditelji nisu imali novca. Godine 1939., na tečaju za esperantiste, upoznala se s rukovoditeljima SKOJ-a, poslije čega je ubrzo i postala članica ove organizacije.
Odmah poslije okupacije Jugoslavije 1941. godine, kao članica SKOJ-a, radila je na pripremama za oružani ustanak, u vidu skupljanja hrane, odjeće i oružja. Tada je bila i članica Kotarskog komiteta SKOJ-a Delnice, te vršila zadatke na oslobođenom i poluoslobođenom području. Početkom 1942., postala je članica Komunističke partije Jugoslavije. U ožujku iste godine, uhitila ju je talijanska policija, ali su ju pustili istog dana zbog pomanjkanja dokaza.
Poslije izlaska iz zatvora, otišla je u partizane i postala borkinja bataljuna „Matija Gubec“. Sudjelovala je u napadu i oslobođenju Mrkoplja, a poslije toga u svim akcijama Goranske partizanske čete. Radila je i na organizaciji omladine u partizanskim jedinicama. Zbog toga je Primorsko-goranski partizanski odred već 1942. imao u svom sastavu četu sastavljenu isključivo od omladinaca s područja delničkog kotara.
Iste godine, Ivanka je kroz šume, mimo okupatorskih garnizona, povela 30 omladinaca i omladinki na Okružno savjetovanje omladine Gorskog kotara u Drežnici kraj Ogulina. Tada je organizirala prikupljanje materijalne pomoći za srpsku omladinu Drežnice stradale od napada neprijateljskih jedinica i formiranje radnih četa koje su radile na obnovi sela. Ove radne čete sudjelovale su i u evakuaciji ranjenika iz partizanske bolnice br. 7 tijekom neprijateljskog napada.
U studneom 1942. godine, Ivanka je, kao predstavnica omladine Gorskog kotara, sudjelovala na Prvom kongresu USAOJ-a, gdje je održala referat.
Godine 1943., postala je članica Kotarskog komiteta KPH za Fužine, članica Sekretarijata Okružnog odbora USAOH-a, članica Okružnog komiteta SKOJ-a za Gorski kotar i članica Kotarskog NOO-a Fužine. Ratni napori narušili su joj zdravlje, pa je 1944. godine upućena na liječenje.
Tijekom njemačke ofenzive u listopadu 1944., radila je na terenu Broda na Kupi. Jednog su ju dana, u blizini Broda, zarobili ustaše. Ivanka je oko 20 dana bila podvrgnuta mučenju i ispitivanju. Poslije toga joj je sud u Karlovcu izrekao smrtnu kaznu. Prosinca 1944. godine, objesili su ju u selu Draganić u blizini Karlovca.
Ukazom predsjednika FNRJ Josipa Broza Tita, 24. srpnja 1953. godine, proglašena je za narodnu heroinu.
Danas se njezina bista nalazi u Aleji narodnih heroja gradskog parka u Delnicama, a osnovna škola u Fužinama nosi njezino ime.